# Mayacentrum tantalus
Espèce
Synonymes
- Mastigoproctus tantalus Roewer, 1954

Mayacentrum tantalus est une espèce d'uropyges de la famille des Thelyphonidae.

## Distribution
Cette espèce se rencontre au Salvador et au Guatemala.

## Description
Les mâles mesurent de 18,0 à 19,0 mm et les femelles de 18,0 à 19,0 mm.

## Publication originale
- Roewer, 1954 : Spinnentiere aus El Salvador, I. (Arachnoidea: Pedipalpi, Solifuga, Opiliones-Laniatores). Senckenbergiana Biologica, vol. 35, p. 57-73.